# Lemurella
Lemurella,  es un género de orquídeas. Es originario de las Comoras y Madagascar.

## Taxonomía
El género fue descrito por Rudolf Schlechter y publicado en Repertorium Specierum Novarum Regni Vegetabilis, Beihefte 33: 367. 1925.

## Especies deLemurella
- Lemurella culicifera (Rchb.f.) H.Perrier
- Lemurella pallidiflora Bosser
- Lemurella papillosa Bosser
- Lemurella virescens H.Perrier